# 2018年土地供應諮詢
土地供應諮詢，又稱土地大辯論，是由香港特別行政區第四任首長林鄭月娥政府所成立的「土地供應專責小組」於2018年所推動的一項的公眾參與活動，旨在檢視香港土地供應的來源。土地短缺問題近年一直困擾香港，總括香港土地問題為「貴」、「細」、「擠」，土地供應專責小組提出18個短中期、中長期及概念性的土地供應選項供公眾參考及討論。土地供應專責小組的任期由2017年9月至2019年2月，而土地供應大辯論由2018年4月26日正式開始為期5個月的公眾諮詢。

## 背景

### 港英政府時期的香港規劃政策
香港的策略性規劃有相當長的歷史，1970年代初期已制訂「香港發展綱略」。此後，在1984年制訂首套名為「全港發展策略」的概括土地運輸發展大綱，為香港1990年代的城市發展提供指引，並以2011年為限。經過1986年和1988年兩次小規模修訂，當局在1990年決定對「全港發展策略」展開全面檢討。內容包括檢討香港各區的發展如新界西南發展模式等。檢討的研究工作於1996年年底完成並於1998年獲得行政會議通過。

### 特區政府時期的香港規劃政策
香港2030
《香港2030：規劃遠景與策略》簡稱「香港2030」，是香港回歸後的第一份長遠的土地規劃研究，由發展局及規劃署於2001年共同開展。研究旨在訂下一個長遠的土地用途、運輸及環境規劃策略，作為香港未來20至30年發展和策略性基礎建設的指引，並通過規劃發展，協助實現政府的三大方向：提供優質的生活環境；提升經濟競爭力；加強與內地的聯繫。於2007年12月完成最後報告。
而根據此報告所制定的行動綱領中落實了不同的研究及計劃，包括「啟德規劃檢討」、「中環新海濱城市設計研究」及「紅磡地區研究」。落實的2個新發展區分別為古洞北、粉嶺北及坪輋/打鼓嶺的「三合一」新發展區和洪水橋新發展區。而沙頭角和流浮山等鄉郊市鎮會進行鄉郊地區改善計劃。與內地關係方面，會加快蓮塘/香園圍口岸及相關接駁道路的初步規劃研究及繼續進行落馬洲河套區和從禁區釋出的土地的研究。「香港2030」中更設立「止步」區名單，即是在「香港2030」的策略規劃中不會用作發展的地區，當中包括濕地、郊野公園、維港及法定古蹟等。
香港2030+
《香港2030+: 跨越2030年的規劃遠景與策略》簡稱「香港2030+」，是發展局與規劃署共同推動就香港長期土地需求，即超過2030年後的規劃策略和空間發展方向的策略性研究，此計劃於2015年展開，預計在2018年公布。此研究預計香港長遠直至2046年總共需要約4800公頃的土地，而預測已有3600公頃的土地供應，但仍欠缺至少1200公頃用地，土地供應專責小組亦因此制定18個開發土地的選項以滿足1200公頃的土地需求。
梁振英在任時期
香港特區第三任特首梁振英在任期間，視房屋和土地供應政策為施政的重中之重，又提出開發「綠化地帶」、新界農地和郊野公園內低生態價值的土地上建屋等具爭議性選項，社會爭論不休。2013年時任發展局局長陳茂波首度提出開發郊野公園說法，他藉網誌《局長隨筆》暗示擬改變郊野公園用途以滿足住屋需求，說法一步一步演化成研究。同年本地二十多個環境及保育團體組成了「保衛郊野公園行動」，反對政府計劃開發郊野公園。
2017年香港特別行政區行政長官選舉，候選人林鄭月娥在其競選政綱中提出，倘若當選會成立一個專責小組，「邀請社會各界以全面、宏觀的態度去檢視土地供應的來源，包括在維港以外填海、新界棕地、私人發展商土地儲備、市區重建、郊野公園邊陲等」，而專責小組會「以專業人士主導，包括規劃、工程、建築、環保以及地區人士等組成」。

## 土地供應專責小組
土地供應專責小組於2017年9月成立，由行政長官委任22名非官方成員及8名官方成員組成，任期由2017年9月至2019年2月，為期一年半。專責小組的成員來自不同專業界別，包括規劃、工程、建築、測量、環境、學術、智庫、社會服務、房屋發展及地區行政的代表。專責小組的目標是凝聚社會最大共識，並以公眾參與所收集到的意見為基礎，擬訂概括綱領，就整體土地供應策略及不同土地供應選項的優次，向政府提出建議。
成員名單
非官方成員
黃遠輝先生 (主席）（房委會資助房屋小組主席）
黃澤恩博士(副主席）（工程師學會前會長）
鄒廣榮教授 （港大房地產及建設系主任）
張學明先生 （鄉議局副主席）
馮成章先生 （資深傳媒人、《明報》前執行總編輯）
何喜華先生 （社區組織協會主任）
許虹女士 （園境師學會會員）
林健枝教授 （中大地理與資源管理學系客座教授）
劉振江先生 （測量師學會前會長）
梁焯輝教授 （前規劃署署長）
雷鼎鳴教授 （科大經濟學系教授）
麥凱薔博士 （規劃師學會前會長）
吳祖南博士 （港大地理系副教授）
吳永順先生 （建築師學會前會長）
彭一邦博士 （俊和發展集團副主席）
曾鈺成先生 （立法會前主席）
韋志成工程師 （市建局行政總監）
黃傑龍先生 （房協行政總裁）
王坤先生 （公屋聯會前主席）
黃元山先生 （團結香港基金副總幹事）
胡定旭教授 （醫管局前主席）
余偉業先生 （「要有光」創辦人及行政總裁）
官方成員
發展局局長或其代表（黃偉綸）
環境局局長或其代表（黃錦星）
運輸及房屋局局長或其代表（陳帆）
發展局常任秘書長(規劃及地政)或其代表（甯漢豪）
發展局常任秘書長(工務)或其代表（韓志強）
土木工程拓展署署長或其代表（林世雄）
地政總署署長或其代表（陳松青）
規劃署署長或其代表（李啟榮）
秘書
發展局首席助理秘書長（規劃及地政）（周可喬）

## 土地供應專責小組提供的土地選項
土地供應專責小組提出18個選項作公眾諮詢。

### 短中期選項
短中期選項：即有潛力於未來大約10年內提供額外土地
| 選項                               | 面積                                                                           | 地點                                   |
| ---------------------------------- | ------------------------------------------------------------------------------ | -------------------------------------- |
| 棕地發展                           | 110公頃（以新界約760公頃未發展的棕地中的15％作粗略估算）                       | 古洞北及粉嶺北、洪水橋、元朗南、新界北 |
| 利用私人的新界農地儲備             | 150公頃（從發展商年報得出不少於1000公頃的新界農地，以土地面積的15%作粗略估算） | 新界                                   |
| 利用私人遊樂場地契約用地作其他用途 | 60公頃（66幅私人遊樂場地契約用地，共佔地約408公頃，以土地面積的15%作粗略估算） | 全港各區，包括粉嶺哥爾夫球場           |
| 重置或整合佔地廣的康樂設施         | 3公頃（佔地不少於285公頃，只粗略假設當中約1%）                                 | 全港各區                               |

### 中長期選項
中長期選項：即有潛力於未來大約10年至30年內提供額外土地（部分選項與短中期重疊，使用不同的估算公式)
| 選項                               | 面積                                                                            | 地點                                                               |
| ---------------------------------- | ------------------------------------------------------------------------------- | ------------------------------------------------------------------ |
| 棕地發展                           | 220公頃（以新界約760公頃未發展的棕地中的30％作粗略估算）                        | 古洞北及粉嶺北、洪水橋、元朗南、新界北                             |
| 利用私人的新界農地儲備             | 300公頃（從發展商年報得出不少於1000公頃的新界農地，以土地面積的30%作粗略估算）  | 新界                                                               |
| 利用私人遊樂場地契約用地作其他用途 | 120公頃（66幅私人遊樂場地契約用地，共佔地約408公頃，以土地面積的30%作粗略估算） | 全港各區，包括粉嶺哥爾夫球場                                       |
| 重置或整合佔地廣的康樂設施         | 14公頃（佔地不少於285公頃，只粗略假設當中約5%）                                 | 全港各區                                                           |
| 維港以外近岸填海                   | 450公頃                                                                         | 龍鼓灘、小蠔灣、欣澳、馬料水及青衣西南                             |
| 發展東大嶼都會                     | 1000公頃                                                                        | 香港島及大嶼山之間的中部水域填海                                   |
| 利用岩洞及地下空間                 | 40公頃                                                                          | 沙田、西貢、荃灣、鑽石山、油塘                                     |
| 於新界發展更多新發展區             | 720公頃（當中包括200公頃棕地。）                                                | 新界北                                                             |
| 發展香港內河碼頭用地               | 65公頃                                                                          | 屯門，以容納工業及與棕地相關的作業，將現冇作業搬至未來龍鼓灘填海地 |
| 發展郊野公園邊陲地帶兩個試點       | 40公頃                                                                          | 大欖及水泉澳                                                       |

### 概念性選項
概念性選項： 即暫時未能確定其可提供額外土地的時間和數量
| 選項                               | 面積   | 地點         |
| ---------------------------------- | ------ | ------------ |
| 長遠發展香港內河碼頭用地及鄰近用地 | 65公頃 | 屯門         |
| 發展郊野公園邊陲地帶其他地點       |        |              |
| 增加「鄉村式發展」地帶的發展密度   |        | 新界         |
| 於現有運輸基建設施上作上蓋發展     |        | 如小蠔灣車廠 |
| 利用公用事業設施用地的發展潛力     |        |              |
| 重置葵青貨櫃碼頭                   |        | 葵青         |
| 葵青貨櫃碼頭上蓋發展               |        | 葵青         |
| 填平部分船灣淡水湖作新市鎮發展     |        | 船灣淡水湖   |

## 主要持份者的取態
團結香港基金
由前香港特別行政區行政長官董建華牽頭成立的智庫團結香港基金，多次就香港政府的房屋及土地供應政策發表意見。2018年8月，該智庫組織發表報告《跳出框框 想像未來：「強化東大嶼都會」計劃》，指香港不止缺地1,200公頃，倡議強化東大嶼都會計劃，人工島填海面積增至2,200公頃。
本土研究社
香港進步民主派組織本土研究社於此2018年5月發表題為《未來土地發展真實選項：好誠實研究及公眾諮詢》，批評專責小組成員全由特首林鄭月娥委任，成員對土地選項早有立場，公眾諮詢只是公關騷，認為香港並不缺乏土地供應，問題出在分配不夠公平，側重建私樓而非公屋，並指出棕地、鄉村式發展地帶內官地、短期租約和臨時政府撥地等用地未盡其用，倡議優先發展棕地，並反對填海和開發郊野公園。
環保團體
香港多個環保團體一而再發表聯合聲明，反對發展郊野公園。2018年施政報告發表後，8個環保團體發表聯合聲明，反對發展郊野公園邊陲地帶，反對東大嶼都會人工島填海工程，並倡議優先發展棕地。
民主派政黨
民主黨倡議全面發展新界北170公頃的高爾夫球場以建公屋。公民黨主張丁屋截龍和優先釋放高爾夫球場用地、反對公私營合作發展新界私人農地、反對開發郊野公園及填海。社會民主連線主張反對公私營合作發展新界私人農地，主張啟用《收回土地條例》收回新界私人農地，開徵空置稅、增值稅壓抑樓價，港鐵上蓋全建公屋，解凍閒置官地和在高爾夫球場用地上建屋。
地產建設商會
香港地產建設商會支持發展棕地、以公私合營方式發展私人農地、填海發展東大嶼都會，及發展新界新發展區等四個選項，亦倡議改劃工廈用途及採取更積極的態度審理改劃申請，令更多具發展潛力的計劃得以推行。
商界
自由黨支持填海、發展祖堂地郊野公園邊陲地帶以增加土地供應。香港經濟民生聯盟支持填海及開發郊野公園邊陲地帶以增加土地供應。金融業界方面，東亞銀行的李民橋反對取用高球場用地建屋。
保育高爾夫球場人士
香港哥爾夫球會、香港高爾夫球總會、香港高爾夫大聯盟，以及多個高爾夫球組織及高爾夫球愛好者反對收回高爾夫球場建屋，指會窒礙高爾夫球的發展。另外，亦有社會人士則從歷史文化保育角度支持保留擁有超過百年歷史的高爾夫球場用地，批評毀古蹟蓋公屋是左翼民粹主義。
鄉議局
鄉議局支持填海、公私營合作發展新界私人農地，又指棕地多非閒置地，多用作物料貯存、港口後勤用途(如貨櫃車場、貨櫃場)、環保回收場、建造業機械及工場等，促請妥善安置棕地上的作業者。
傳統左派
傳統左派主要政黨民主建港聯盟在諮詢期表現低調。由前民建聯主席曾鈺成擔任召集人的智庫組織香港願景於2018年5月發表報告，指大發展商在新界擁有的私人農地達1,000公頃，倡議全面調整，推動整合業權分散的新界私人土地，以增加土地供應。2018年10月，香港願景表示贊成「局部」發展高球場用地。
新民黨
新民黨認為不應局限在專責小組提出的18個選項討論土地供應來源，倡議在香港以外海域（即大澳以西）大規模填海。
反對單程證人士
有反對單程證制度者認為，土地供應需求源於人口政策，認為應改變每天最多可讓150名持單程證人士來港定居的政策，否則土地供應難以應付。
傳媒
傳媒方面，香港01等主張收回球場建屋，星島日報和東周刊主張保留球場，成報則認為爭議非零和遊戲，並且要考慮遷移過百萬市民到新界北居住的配套和交通負荷。

## 公眾參與
諮詢活動
土地供應專責小組於2018年5月至9月期間在全港18區舉辨40次巡迴展覽，介紹土地供應選項的內容，並收集市民的意見。另外，專責小組又先後在港島區（2018年6月16日）、新界東（2018年7月7日）、新界西（2018年7月28日）及九龍區（2018年8月25日）舉行公眾論壇，以搜集民意。
公眾意見
土地供應專責小組於 2018 年4月26日至9月26日進行了為期五個月的公眾參與活動，收到68,300份來自不同團體或個別人士的意見。另外，在公眾參與活動完結後，截至2018年12月19日，專責小組收到約600份意見。所有的公眾意見被編成長達137冊的公眾意見匯集。

## 爭議
土地供應選項問卷設計問題
在公眾參與階段，專責小組推出的土地供選項問卷，問卷問題的設計誤導及有前設，被譏諷為似酒樓的點心紙，受民主派議員猛烈批評。建制派也有人不滿問卷的設計，新民黨身兼行政會議成員及立法會議員的葉劉淑儀更在記者會上怒撕問卷表達不滿。全國政協常委唐英年亦指點心紙式問卷是操作錯誤，惟專責小組主席黄遠輝表示不認同。
特首被指架空諮詢
2018年7月1日行政長官林鄭月娥在慶回歸酒會後與傳媒見面時表示於10 月的《施政報告》會交代如何處理土地供應問題，不會等到土地供應專責小組年底的最後報告。同時，她表示個人認為填海是最佳選擇。運輸及房屋局局長陳帆隨即表態附和填海造地。特首的表態立即惹起輿論非議，指責她在公眾諮詢未完成，專責小組未寫報告就宣示立場，並在施政報告中公布政策，是架空專責小組，令公眾諮詢形同虚設。
2018年8月初，團結香港基金就土地供應發表意見，建議擴大東大嶼都會計劃人工島的面積至2200公頃，規模較專責小組的填海選項大。團結香港基金更在施政報告發表前，發布由藝人劉德華旁白的短片，呼籲公眾支持填海造地。
2018年施政報告，正式確定多項土地供應措施，包括填海1700公頃的明日大嶼計劃、發展棕地和推出「土地共享先導計劃」。對於填海1700公頃的明日大嶼計劃，規模遠大於土地供應專責小組諮詢時提出的填海1000公頃東大嶼都會計劃，專責小組成員曾鈺成直言小組一眾成員多感詫異及失望。

## 報告及回應
土地供應專員小組於2018年12月發表報告，向政府提出3個短中期選項，包括：「棕地發展」、「利用私人的新界農地儲備」、「利用私人遊樂場地契約用地作其他用途」（局部發展新界北32公頃高球場用地）及5個中長期選項：包括：「維港以外近岸填海」、「發展東大嶼都會」（交椅洲1000公頃人工島）、「利用岩洞及地下空間」、「於新界發展更多新發展區」及「發展香港內河碼頭用地」。
2019年2月19日，經行政會議建議，特首林鄭月娥指令接納土地供應專責小組就土地供應策略及土地供應選項的建議。

## 外部連結
- 土地供應專責小組網址（页面存档备份，存于）
- 發展局：土地供應專責小組（页面存档备份，存于）
- 土地大辯論|鏗鏘集|香港電台「通識網」（页面存档备份，存于）